# Donnchadh, Earl of Carrick
Donnchadh mac Gille Brigte, Earl of Carrick (latein Duncanus filius Gilleberti; engl. Duncan MacGilbert, † 13. Juni 1250) war ein schottischer Adliger.

## Herkunft und Aufstieg zum Lord of Carrick
Er war der Sohn von Gilla Brigte (Gilbert), Lord von Galloway, der Name seiner Mutter ist unbekannt. Möglicherweise war sie eine Tochter oder Schwester von Duncan, 4. Earl of Fife. Sein Vater hatte gegen die Oberhoheit des schottischen Königs Wilhelm I. rebelliert. Nach 1177 konnte der schottische König aber mit Unterstützung des englischen Königs Heinrich II. Galloway unterwerfen. Zur Sicherung des Friedens musste Gilla Brigte seinen Sohn Donnchadh dem englischen König als Geisel stellen. Als Gilla Brigte Anfang Januar 1185 starb, eroberte Donnchadhs Cousin Roland Galloway. Donnchadh befand sich immer noch als Geisel am englischen Königshof, so dass die Anhänger seines Vaters führerlos waren. Der schottische König konnte schließlich erneut nur mit Unterstützung des englischen Königs seine Oberhoheit über Galloway behaupten. Roland unterwarf sich 1186 dem schottischen König und wurde als Lord von Galloway bestätigt. Donnchadh akzeptierte dies offensichtlich. Als Entschädigung übergab ihm der schottische König Carrick, eine Herrschaft im Norden von Galloway, als eigenes Lehen. Damit musste Donnchadh nicht mehr Roland als Oberherrn, sondern den schottischen König als seinen Lehnsherrn für die stark keltisch geprägte Region anerkennen. Ab etwa 1216 führte er den Titel eines Mormaer bzw. Earl of Carrick.

## Heiratsbündnis mit den Stewards
Der mit Donnchadh verwandte John de Courcy übergab ihm dazu Besitzrechte im nordirischen Ulster. 1197 führte Donnchadh einen Feldzug in Ulster, um seine Besitzungen am River Bann zu erobern. Dabei war Donnchadh offenbar eng mit Alan fitz Walter verbündet, dessen Tochter Avelina er heiratete. Dieses während einer Abwesenheit des Königs im November 1200 geschlossene Heiratsbündnis brachte König Wilhelm gegen Alan und Donnchadh auf. Möglicherweise ließ der König Ayr Castle errichten, um seine Autorität in der Region auch gegenüber Donnchadh zu behaupten.

## Gefangennahme der Braoses
1210 floh Maud de Braose, die Frau des gegen den englischen König Johann Ohneland rebellierenden Barons William de Braose, sowie ihr ältester Sohn William mit dessen Familie vor dem englischen König Johann Ohneland von Irland nach Carrick. Der schottische König hatte sich 1209 im Vertrag von Norham dem englischen König unterwerfen müssen. Wohl vor allem aus Furcht vor dem englischen König wurde den Braoses in Schottland keine Zuflucht gewährt. Duncan ließ sie gefangen nehmen und lieferte sie Wohl mit Zustimmung von König Wilhelm dem englischen König aus. Angeblich ließ er sie in Käfigen zu Johann Ohneland nach Irland zurückbringen.

## Kampf um Besitzungen in Nordirland
Donnchadhs Besitzrechte in Nordirland, die er in den 1190er Jahren von John de Courcy erhalten hatte, wurden von dessen Rivalen Hugh de Lacy nicht anerkannt. Auch König Johann Ohneland bestätigte sie nicht, nachdem er 1210 durch einen Feldzug nach Irland de Lacy vertrieben hatte. Dennoch hatte Donnchadh um diese Zeit immer noch Besitzungen in Nordirland, möglicherweise bei Portstewart nördlich von Coleraine. Als Belohnung für die Gefangennahme der Braoses erhielt Donnchadh vom englischen König Landbesitz von 50 Carucates bei Glenarm im nordirischen Antrim, während ein namentlich nicht genannter Neffe von ihm weiteren Landbesitz erhielt. Als der gegen die englische Krone rebellierende Hugh de Lacy mit Hilfe von irischen Verbündeten ab 1223 weite Teile von Nordirland eroberte und an seine Gefolgsleute vergab, protestierte Donnchadh 1224 vergeblich bei der englischen Regierung.

## Nachkommen und Erbe
Donnchadh hatte mindestens vier Söhne:
- Niall
- Alexander
- Alan
- John

Er starb im hohen Alter. Sein Erbe und Nachfolger als Earl of Carrick wurde sein ältester Sohn Niall.
Donnchadh hatte Paisley Abbey vor 1214 Besitzungen bei Crossraguel geschenkt, doch erst nach dreißig Jahren ließen die Mönche dort ein Kloster errichten, wie sie es Donnchadh versprochen hatten. Dazu förderte er ein Nonnenkloster in North Berwick, das um 1150 von Duncan, 3. Earl of Fife gegründet worden war. Die Tatsache, dass Donnchadh ein von Carrick weit entfernt liegendes Kloster großzügig unterstützte, gilt mit als Beleg dafür, dass er über seine Mutter von den Earls of Fife abstammte.